# Gynekologie

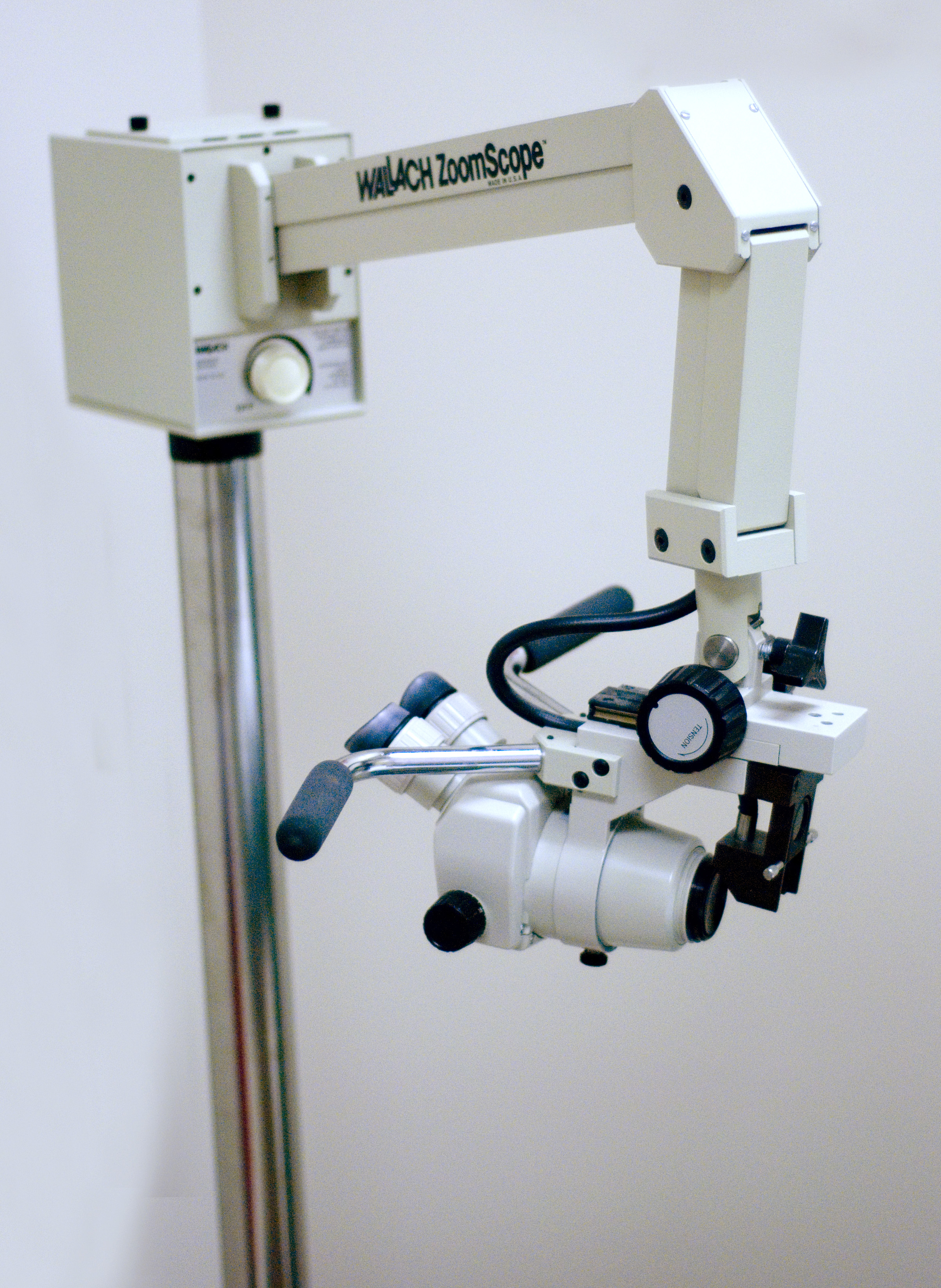
Kolposkop – přístroj používaný v klinické gynekologii

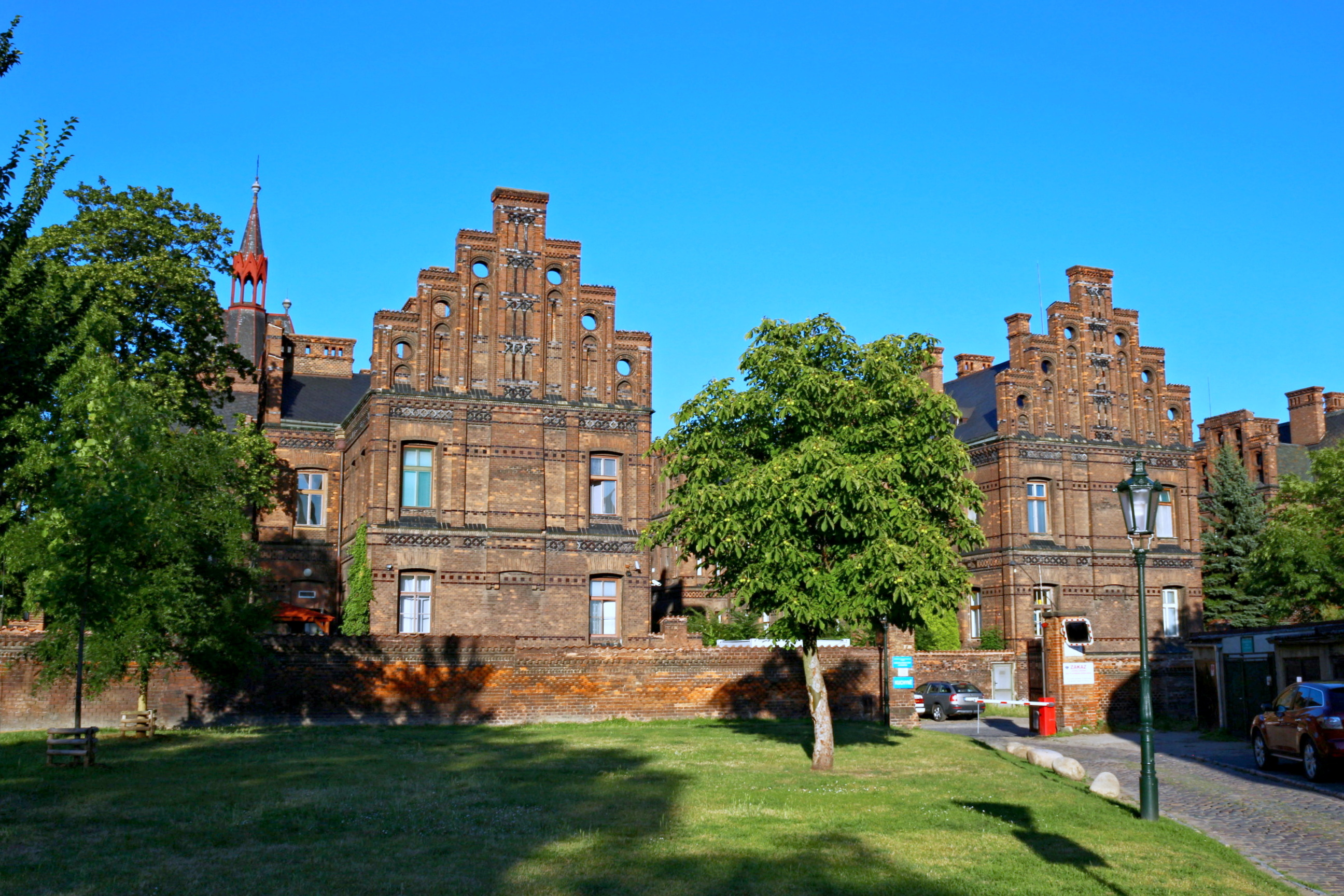
Zemská porodnice u Apolináře v Praze, nejstarší porodnická klinika v Českém království

Gynekologie (z řeckého výrazu γυνή / gyné – žena) je lékařský podobor zabývající se prevencí nemocí a léčbou ženských pohlavních orgánů, spadá pod lékařský obor, který se správně nazývá gynekologie a porodnictví. Někdy je tento obor také zván souslovím ženské lékařství.

## Přenesený význam slova
V přeneseném významu slova je tímto slovem někdy označováno i nějaké konkrétní zdravotnické pracoviště spadající pod obor gynekologie a porodnictví, např. gynekologická ambulance či gynekologická klinika.

## Gynekologické vyšetření
Zahrnuje vyšetření zevních a vnitřních pohlavních orgánů ženy. Vhodné je, pokud je gynekologická ambulance vybavená ultrazvukem a videokolposkopy, které umožňují ukládání kolposkopických obrazů do dokumentace pacientky. Pro případy suspektních cytologických nebo kolposkopických nálezů je dobré, pokud gynekologie zajišťuje expertní kolposkopické vyšetření, odběry biopsií a dispenzarizaci po ošetření hrdla děložního na dobu nezbytně nutnou.

## Gynekologické nemoci a poruchy

### Neplodnost
Mezi ženské poruchy patří ženská neplodnost (infertilita, sterilita), tedy neschopnost otěhotnět, či donosit plod.

### HPV

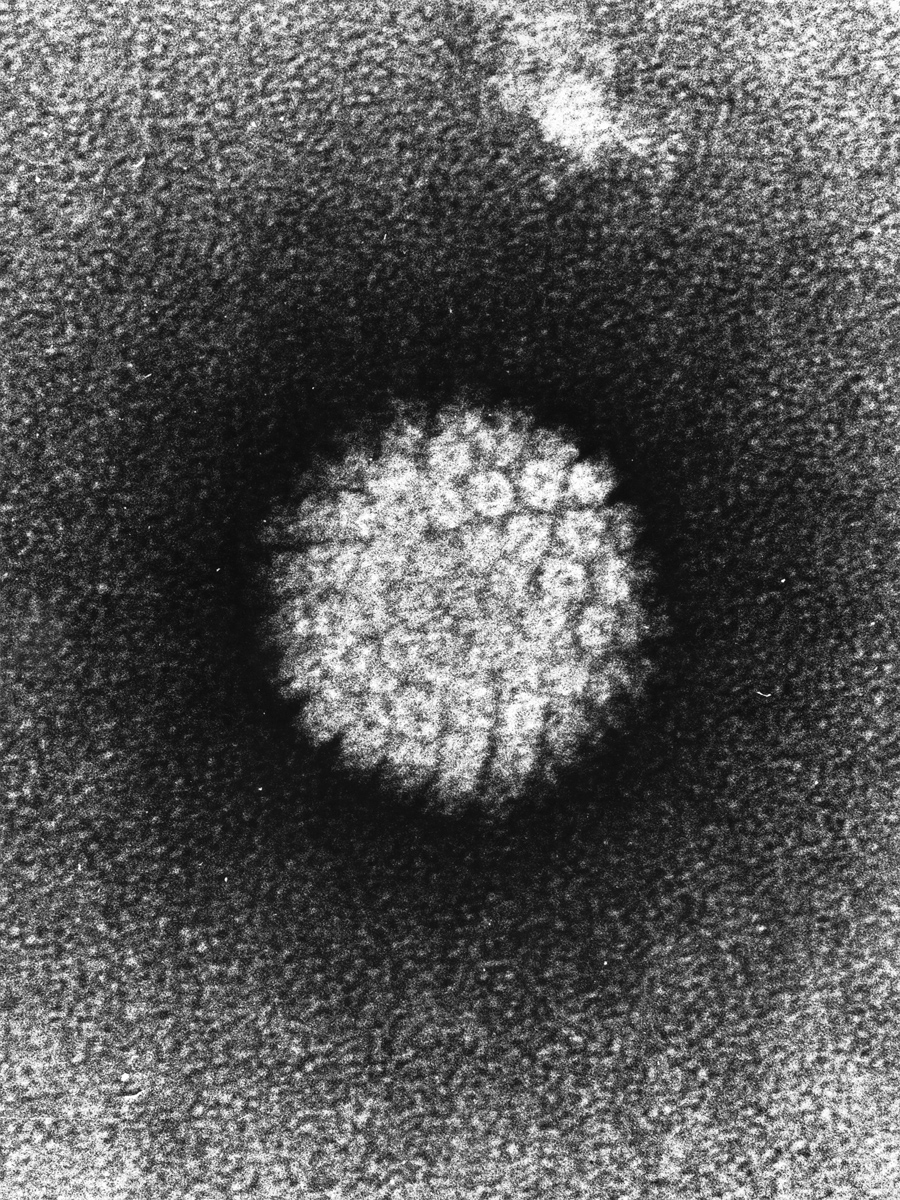
Snímek HPV pořízený elektronovým mikroskopem

Rakovinu děložního hrdla patrně způsobuje lidský papilomavir (HPV). S těmito viry se po počátku sexuálního života setká až 80 % žen. U většiny z nich se ale imunitní systém dokáže ubránit během několika měsíců po nákaze.
Přenašeči jsou patrně muži, kteří jsou nositeli virů, aniž mají nějaké příznaky nebo problémy s infekcí. Také na ně mohou být tyto viry přeneseny od žen. Není to běžnou praxí, ale přítomnost papilomavirů lze detekovat ze spermatu.

## Odvozená slova
Lékař, specialista na gynekologii se nazývá gynekolog, lékařka pak gynekoložka.

## Lékařské obory prvního styku
Gynekologie patří mezi lékařské obory prvního styku.
- praktické lékařství
  - praktické lékařství pro dospělé
  - praktické lékařství pro děti a dorost
- gynekologie a porodnictví
  - gynekologie
- stomatologie
  - dětská stomatologie